# Кеймбридж (Онтарио)
Ке́ймбридж (англ. Cambridge) — город в провинции Онтарио в Канаде. Кеймбридж расположен в регионе Ватерлоо на реках Гранд-Ривер и Спид. Город — часть промышленного района, прозванного «Золотой подковой» (англ.  Golden Horseshoe). Образован в 1973 году путём объединения городов Галт, Престон, Хеспелер, поселения Блэр и небольшой части близлежащих посёлков.

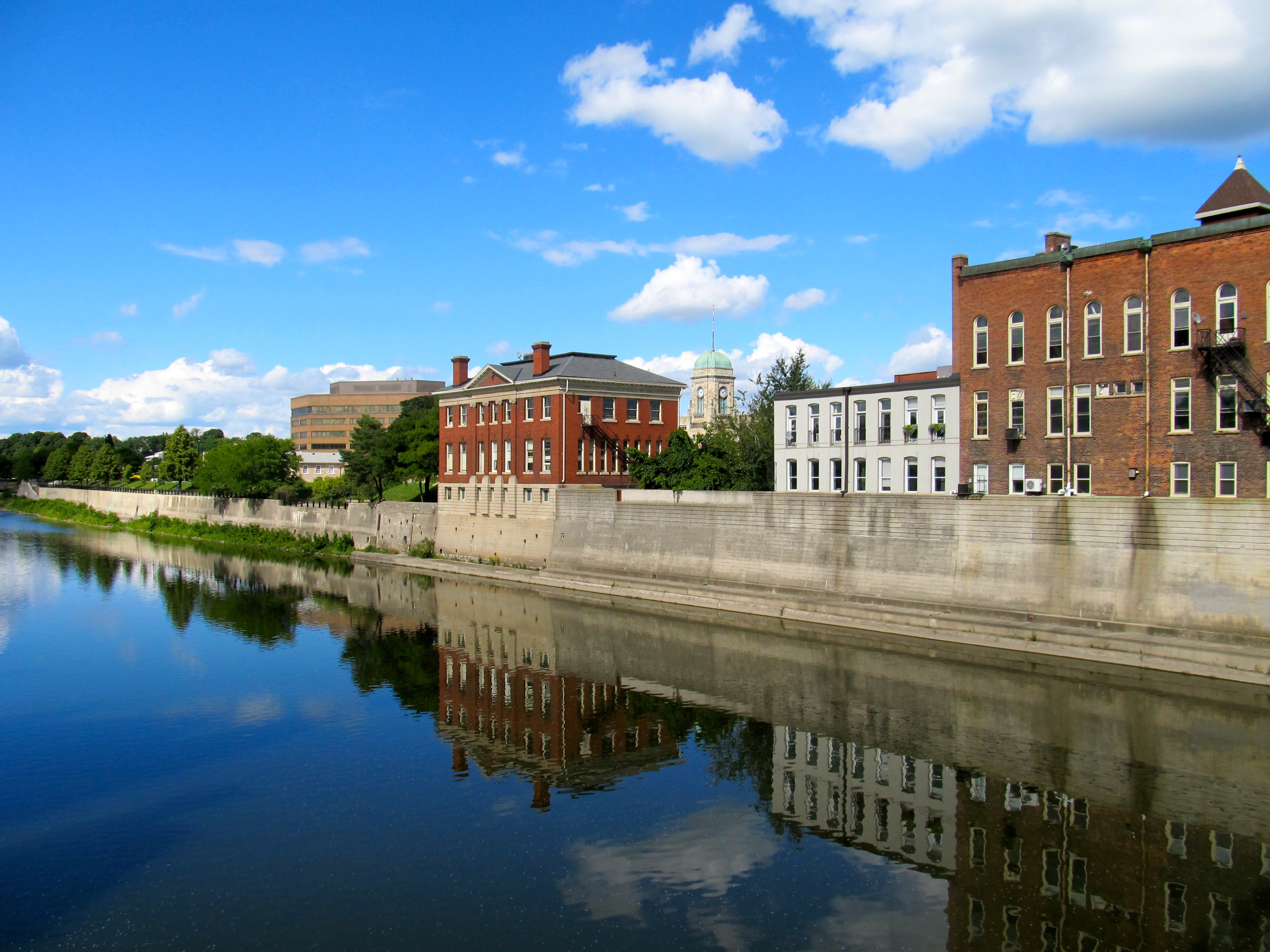
Река Гранд-Ривер в Кеймбридже

В Кеймбридже расположены штаб-квартиры и производственные мощности нескольких корпораций:
- Тойота Дзидося Кабусикигайся Канада (англ.  Toyota Motor Manufacturing Canada) — дочерняя компания Тойота Дзидося Кабусикигайся
- Герда Америстил (англ.  Gerdau Ameristeel)
- Эй-Ти-Эс Атомейшн Тулинг Системс (англ.  ATS Automation Tooling Systems )
- Frito Lay
- Бабкок-энд-Уилкокс (англ.  Babcock and Wilcox)
- Нортстар Аэроспейс (англ.  Northstar Aerospace)
- Ком-Дев (англ.  Com Dev)

Также в Кеймбридже расположен Музей истории моды.